# Zero 7
Zero 7 es un grupo de música trip hop, procedentes del Reino Unido, asociado con la corriente denominada downtempo.

## Historia
Zero 7 está formado por Henry Binns y por Sam Hardaker, ambos amigos desde adolescentes, ingenieros de sonido y nacidos al norte de Londres.
Cuando terminaron la escuela consiguieron un trabajo de chicos de los recados en un estudio de grabación, donde veían cómo trabajaban los grupos que estaban del otro lado del vidrio y aprendieron a grabar discos. Esta experiencia fue la que los llevó años después a instalar un estudio propio, del tamaño de un cuarto de lavado.
Nigel Godrich, mago detrás de la cortina de discos de bandas como Radiohead, Beck o Travis, les dio la oportunidad de remezclar el tema Climbing Up the Walls de Radiohead, que aparece en el álbum OK Computer de 1997.
La primera versión que produjeron del tema les fue devuelta porque Radiohead no quedó satisfecho con el resultado. Esto les impactó tanto que se concentraron en darle un mejor acabado. Su trabajo con Climbing Up the Walls de Radiohead fue suficiente para que el grupo y el productor guiñaran el ojo y levantaran los pulgares; en ese instante nació Zero 7,  este proviene del nombre de un club nocturno en la isla de Utila, Honduras. A partir de ese trabajo les llamaron para hacer otros remixes de bandas como Lambchop o Lenny Kravitz.
En 1999, Zero 7 lanzó su primer EP oportunamente llamado EP1, del cual solo fueron hechas unas cuantas copias y lograron venderlas en pocos días. Un destino similar le esperaba a su segundo EP, llamado EP2.

### Primer LP:Simple Things
En el 2001 firmaron contrato con la discográfica Ultimate Dilemma. Su primer álbum, Simple Things, apareció a mediados del año 2001 y es a menudo es descrito como una mezcla entre Air y Portishead. En este álbum participan Mozez, Sia y Sophie Barker como vocalistas. El disco es un manifiesto a favor de los pequeños detalles, a partir de canciones que recuerdan instantes cotidianos: perder el tiempo en una fila, pasear al perro en un día soleado, el momento en que un extraño nos sonríe, una visita solitaria al supermercado, o conducir en la ciudad cuando es de noche. Simple Things sugiere desde su título hacia dónde apunta su concepto: la reunión de las cosas sencillas más allá de los estereotipos.

## Miembros
- Henry Bins
- Sam Hardaker

## Discografía

### Álbumes de estudio
- Simple Things (2001)
- When It Falls (2004)
- The Garden (2006)
- Yeah Ghost (2009)

### Otros álbumes
- Another Late Night (2002)
- Simple Things Remixes (2002)
- Record (2010)

### Sencillos
- "I Have Seen" (con Mozez) - (4 de junio de 2001) #76 UK[1]
- "Destiny" (con Sia y Sophie) - (6 de agosto de 2001) #30 UK[1]
- "End Theme" - (15 de octubre de 2001) #117 UK[1]
- "In the Waiting Line" (con Sophie Barker) - (5 de noviembre de 2001) #47 UK[1]
- "Truth & Rights" - (23 de febrero de 2002) #141 UK)[1]
- "Distractions" (con Sia) - (18 de marzo de 2002) #45 UK[1]
- "I Have Seen" (reedición) - (enero de 2002)
- "Home" (con Tina Dico) - (23 de febrero de 2004)
- "Somersault" (con Sia) - (17 de mayo de 2004) #56 UK
- "Warm Sound" (con Mozez) - (16 de mayo de 2005)
- "Futures" (con José González) - (13 de marzo de 2006)
- "Throw It All Away" (con Sia Furler) - (15 de mayo de 2006) #57 UK
- "You're My Flame" (con Sia Furler) - (24 de julio de 2006) #103 UK
- "Futures" (reedición) - (25 de septiembre de 2006)
- "If I Can't Have You" - (octubre de 2006)
- "Everything Up (Zizou)" (con Eska) - (junio de 2009)
- "Medicine Man" - (septiembre de 2009)